# アーロン・ラッセル
アーロン・ジョセフ・ラッセル（Aaron Joseph Russell、1993年6月4日 - ）はアメリカ合衆国の男子バレーボール選手。アメリカ代表。

## 来歴

### クラブチーム
ボルチモア出身。2015年にペンシルベニア州立大学を卒業。卒業後はイタリアセリエA1のSir Safety Perugia Volleyへ入団し、プロ選手としてのキャリアをスタートさせる。2015/16シーズンはリーグで準優勝すると、2016年の欧州チャンピオンズリーグで準優勝、2017/18シーズンはリーグ、Superカップ、イタリアカップで3冠を果たした。2018/19シーズンはTrentino Volleyへ移籍し、2018年の世界クラブ選手権では金メダルを獲得し、自身もMVPとベストスパイカー賞を受賞した。2018/19シーズンのイタリアリーグは3位となった。2020/21シーズンから2年間はGas Sales Bluenergy Piacenzaでプレーした。2022年7月、日本のV.LEAGUE DIVISION1のJTサンダーズ広島へ入団することが発表された。2022-23シーズン、V1でサーブ賞を受賞した。2024年にJTを退団。ポーランドリーグのヴァルタ・ザビエルチェに入団した。

### 代表チーム
アンダーカテゴリーの代表として2013年にU-21世界選手権に出場した。2014年、シニアのアメリカ代表に初選出された。翌年のワールドリーグでシニア代表デビューし、同大会で銅メダルを獲得した。同年9月に日本で開催されたワールドカップでは金メダルを獲得した。2016年、リオデジャネイロ五輪では銅メダルを獲得し自身もベストアウトサイドヒッター賞を受賞した。2017年の北中米選手権で金メダルを獲得し、ベストレシーバー賞を受賞した。2018年にイタリアで開催された世界選手権では銅メダルを獲得した。2019年9月に日本で開催されたワールドカップでは銅メダルを獲得した。

## 球歴
- オリンピック - 2016年、2024年
- 世界選手権 - 2018年
- ワールドカップ - 2015年、2019年
- グラチャン - 2017年
- ネーションズリーグ - 2018年、2019年、2022年
- ワールドリーグ - 2015年、2016年、2017年

## 受賞歴
- 2014年 NCAAバレーボール選手権 ベストアウトサイドヒッター賞
- 2016年 リオデジャネイロ五輪 ベストアウトサイドヒッター賞
- 2017年 北中米選手権 ベストレシーバー賞
- 2018年 2017/18イタリアカップ MVP
- 2018年 世界クラブ選手権 MVP、ベストスパイカー賞
- 2023年 2022-23 V.LEAGUE DIVISION1 MEN サーブ賞

## 所属クラブ
- ペンシルベニア州立大学
- シル・サフェーティ・ペルージャ（2015-2018年）
- トレンティーノ・バレー（2018-2020年）
- Gas Sales Bluenergy Piacenza（2020-2022年）
- JTサンダーズ広島（2022-2024年）
- ヴァルタ・ザビエルチェ（英語版）（2024年-）